# Florarctus hulingsi
Florarctus hulingsi är en djurart som tillhör fylumet trögkrypare, och som beskrevs av Jeanne Renaud-Mornant 1976. Florarctus hulingsi ingår i släktet Florarctus och familjen Halechiniscidae. Inga underarter finns listade i Catalogue of Life.